# Vitbukig blåsmyg
Vitbukig blåsmyg (Malurus cyaneus) är en liten insektsätande tätting inom familjen blåsmygar endemisk för Australien.

## Utseende
Hanar i häckningsdräkt har en kraftfullt blåfärgad panna, örontäckare, mantel och stjärt, vart ögonmask och med svart eller mörkblå strupe. Icke-häckande hanar, honor och juveniler är mestadels gråbruna. Detta gav upphov till uppfattningen att hanen var polygama då alla gråbruna individer bedömdes som honor. 

## Utbredning och biotop
Vitbukig blåsmyg förekommer enbart i sydöstra Australien och på Tasmanien. Den är en stannfågel och mycket territoriell, och uppvisar en hög grad av sexuell dimorfism. I sitt utbredningsområde är den mycket vanlig och kan återfinnas i nästan vilken typ av område som helst som har den minsta antydan till tjock undervegetation, inklusive gräsmarker med enstaka snår, skogsmark, hedmark och trädgårdar. Den har anpassat sig väl till den urbana miljön och är vanlig i förorter till Sydney, Canberra och Melbourne. 

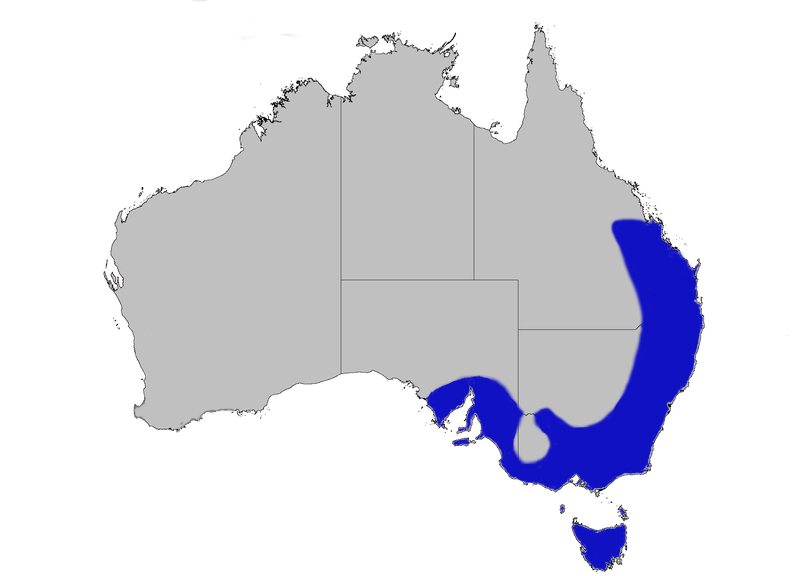
Utbredningsområde:
M. c. cyanochlamys;
M. c. cyaneus

## Ekologi
Som andra blåsmygar uppvisar den vitbukiga blåsmygen ett antal ekologiska särdrag. Den är socialt monogam och sexuellt promiskuös, vilket innebär att trots att den bildar par med en hane och en hona så parar sig båda parter med andra individer och hjälper även till att föda upp ungar som kan bli resultatet ifrån sådana möten. Hanarna plockar gula blomblad och visar upp dem för honan som en del av parningsleken. Den äter främst insekter och förstärker dieten med frön.

## Taxonomi
Vitbukig blåsmyg är en av tolv arter inom släktet Malurus som alla återfinns i Australien och på Nya Guineas lågland. Dess närmsta släkting är praktblåsmyg och dessa båda helblå arters närmsta släkting utgörs av purpurkronad blåsmyg (Malurus coronatus) som förekommer i nordvästra Australien. Idag erkänns två underarter: den större och mörkare nominatformen som förekommer på Tasmanien och den mindre ljusare cyanochlamys som förekommer på fastlandet.

## Status
Arten har ett stort utbredningsområde och beståndet anses vara stabilt. Internationella naturvårdsunionen IUCN listar den därför som livskraftig (LC).